# 地中海学会
地中海学会（ちちゅうかいがっかい、英名 Collegium Mediterranistarum）は、地中海・環地中海域の総合的研究および関連分野間の交流のため1977年5月に設立された学会。
事務局を東京都港区元麻布3-12-3麻布聖徳ビル 2Fに置いている（2014年8月～）。現在の役員は、会長：小佐野重利、副会長：小池寿子、高山博、事務局長：秋山聡。

## 設立趣意
要旨
- 地中海は、先史期より現代に至るまで、環地中海域、周域内陸部の文化にとってもっとも豊かな源泉であった。
- 地中海的風土、またそれに伴う感覚的特性は、周辺地域文化形成の原点のひとつである。
- 地中海的な感性への近接には、作家、詩人、芸術家の視点による感性的理解が不可欠である。

## 事業
- 講演会・シンポジウム・研究会の開催、年刊の学術雑誌『地中海学研究』および『地中海学会月報』（年10回）の発行、文献・資料の収集、公開音楽会の開催など[5]。
- 地中海学会賞：学術的業績や文化交流への貢献などを顕彰する、学会賞。
- ヘレンド社及び、ヘレンド日本総代理店星商事株式会社の支援により、若手研究者奨励のためのヘレンド賞を授賞している。

## 歴代会長
- 初代：谷川徹三（1977年～）
- 2代：村川堅太郎
- 3代：牟田口義郎
- 4代：桐敷真次郎
- 5代：高階秀爾
- 6代：樺山紘一
- 7代：青柳正規
- 8代：陣内秀信
- 9代：本村凌二（2017年～2021年）
- 10代：小佐野重利（2021年～）